# Dipterygina kebeae
Dipterygina kebeae är en fjärilsart som beskrevs av Bethune-Baker 1906. Dipterygina kebeae ingår i släktet Dipterygina och familjen nattflyn. Inga underarter finns listade i Catalogue of Life.